# Olympische Sommerspiele 1936/Gewichtheben – Halbschwergewicht (Männer)
Das Gewichtheben im Halbschwergewicht bei den Olympischen Sommerspielen 1936 in Berlin wurde am 3. August in der Deutschlandhalle ausgetragen.

## Wettkampfformat
Die Athleten traten im sogenannten Dreikampf gegeneinander an. Dieser bestand aus den Disziplinen Drücken, Reißen und Stoßen. Jeder Athlet hatte für jede der drei Disziplinen drei Versuche, der beste Versuch einer jeden Disziplin wurde gewertet und mit den anderen addiert. Sieger war der Athlet, welcher hieraus das meiste Gesamtgewicht vorweisen konnte.

## Neue Rekorde
Insgesamt wurden fünf neue olympische Rekorde aufgestellt.
| Olympischer Rekord | Drücken | Louis Hostin ( Frankreich)       | 110,0 kg |
| Olympischer Rekord | Reißen  | Louis Hostin ( Frankreich)       | 117,5 kg |
| Olympischer Rekord | Stoßen  | Eugen Deutsch ( Deutsches Reich) | 150,0 kg |
| Olympischer Rekord | Stoßen  | Ibrahim Wasif ( Ägypten)         | 150,0 kg |
| Olympischer Rekord | Gesamt  | Louis Hostin ( Frankreich)       | 372,5 kg |

## Ergebnisse
| Rang | Athlet              | Nation             | Drücken (kg) | Drücken (kg) | Drücken (kg) | Drücken (kg) | Reißen (kg) | Reißen (kg) | Reißen (kg) | Reißen (kg) | Stoßen (kg) | Stoßen (kg) | Stoßen (kg) | Stoßen (kg) | Gesamt (kg) |
| Rang | Athlet              | Nation             | 1            | 2            | 3            | Erg.         | 1           | 2           | 3           | Erg.        | 1           | 2           | 3           | Erg.        | Gesamt (kg) |
| ---- | ------------------- | ------------------ | ------------ | ------------ | ------------ | ------------ | ----------- | ----------- | ----------- | ----------- | ----------- | ----------- | ----------- | ----------- | ----------- |
| 1    | Louis Hostin        | Frankreich         | 102,5        | 107,5        | 110,0        | 110,0 OR     | 110,0       | 115,0       | 117,5       | 117,5 OR    | 140,0       | 145,0       | 152,5       | 145,0       | 372,5 OR    |
| 2    | Eugen Deutsch       | Deutsches Reich    | 97,5         | 102,5        | 105,0        | 105,0        | 110,0       | 110,0       | 112,5       | 110,0       | 142,5       | 147,5       | 150,0       | 150,0 OR    | 365,0       |
| 3    | Ibrahim Wasif       | Ägypten            | 95,0         | 100,0        | 102,5        | 100,0        | 102,5       | 107,5       | 110,0       | 110,0       | 142,5       | 147,5       | 150,0       | 150,0 OR    | 360,0       |
| 4    | Helmut Opschruf     | Deutsches Reich    | 92,5         | 97,5         | 100,0        | 97,5         | 105,0       | 110,0       | 115,0       | 110,0       | 140,0       | 147,5       | 147,5       | 147,5       | 355,0       |
| 5    | Nic Scheitler       | Luxemburg          | 100,0        | 105,0        | 107,5        | 105,0        | 105,0       | 105,0       | 110,0       | 105,0       | 135,0       | 140,0       | 150,0       | 140,0       | 350,0       |
| 6    | Fritz Haller        | Österreich         | 97,5         | 102,5        | 102,5        | 97,5         | 110,0       | 115,0       | 115,0       | 110,0       | 142,5       | 142,5       | 152,5       | 142,5       | 350,0       |
| 7    | Bill Good           | Vereinigte Staaten | 100,0        | 105,0        | 105,0        | 100,0        | 105,0       | 105,0       | 112,5       | 105,0       | 140,0       | 145,0       | 150,0       | 145,0       | 350,0       |
| 8    | Mohamed Geisa       | Ägypten            | 95,0         | 100,0        | 100,0        | 95,0         | 102,5       | 107,5       | 110,0       | 110,0       | 142,5       | 147,5       | 147,5       | 142,5       | 347,5       |
| 9    | John Miller         | Vereinigte Staaten | 97,5         | 102,5        | 102,5        | 97,5         | 102,5       | 107,5       | 107,5       | 107,5       | 137,5       | 142,5       | 142,5       | 142,5       | 347,5       |
| 10   | Johann von Szabados | Österreich         | 97,5         | 102,5        | 105,0        | 102,5        | 97,5        | 102,5       | 102,5       | 102,5       | 132,5       | 137,5       | 142,5       | 137,5       | 342,5       |
| 11   | Gaston le Pût       | Frankreich         | 92,5         | 97,5         | 100,0        | 100,0        | 100,0       | 100,0       | 105,0       | 100,0       | 125,0       | 130,0       | 135,0       | 135,0       | 335,0       |
| 12   | Josef Brumlík       | Tschechoslowakei   | 97,5         | 102,5        | 102,5        | 102,5        | 95,0        | 100,0       | 100,0       | 95,0        | 122,5       | 127,5       | 132,5       | 127,5       | 325,0       |
| 13   | Pierre Cottier      | Schweiz            | 77,5         | 82,5         | 85,0         | 85,0         | 100,0       | 100,0       | 102,5       | 100,0       | 135,0       | 142,5       | 142,5       | 135,0       | 320,0       |
| 14   | Karl Oole           | Estland            | 87,5         | 92,5         | 92,5         | 87,5         | 100,0       | 100,0       | 100,0       | 100,0       | 132,5       | 140,0       | 140,0       | 132,5       | 320,0       |